# Unidades de força
Definir a força a partir da massa e da aceleração (magnitudes nas que intervêm massa, comprimento e tempo), faz que a força seja uma magnitude derivada. Este fato atende às evidências que possui a física atual, expressado no conceito de Forças Fundamentais, e se vê refletido no Sistema Internacional de Unidades.

## Unidades de força nos diferentes sistemas de unidades
- Sistema Internacional de Unidades (SI)
  - Newton
- Sistema Técnico de Unidades
  - Quilograma força (kgf)
  - Grama força (gf)
- Sistema CGS de unidades
  - Dina
- Sistema Inglês
  - Poundal
  - KIP
  - Libra-força (lbf)